# Moskona jezik
Moskona jezik (sabena, meninggo, meningo, meyah; ISO 639-3: mtj), papuanski jezik istočnovogelkopske-Sentani porodice, skupine meax, kojim govori 8 000 ljudi (1996 SIL) na jugoistoku poluotoka Vogelkop, na indonezijskom dijelu Nove Gvineje.
Piše se na latinici.

## Vanjske poveznice
- Ethnologue (14th)
- Ethnologue (15th)